# Anatha
Anatha (oggi Anah o Ana, in Iraq), era una città fondata sul fiume Eufrate, a circa metà strada tra il Golfo di Alessandretta e il Golfo Persico.

## Etimologia
Il suo nome si incontra per la prima volta in uno scritto babilonese, risalente circa al. 2200 a.C. Più tardi, attorno all'885 a.C. lo ritroviamo come "A-na-at", durante l'epoca di Tukulti-Ninurta II, come An-at, attorno all'879 a.C. risalente al tempo di Assurnasirpal II, come Anatho in Isidoro di Carace, come Anatha in Ammiano Marcellino, negli scritti di alcuni storici greci e latini dei primi secoli del Cristianesimo, e Ana (qualche volta o al plurale `Anat) negli scritti arabi. Il nome era connesso con la divinità Anat.

## Storia
La sua fondazione risalirebbe al III millennio a.C. In seguito all'invasione della Mesopotamia fu occupata da Mitanni. Anche in epoca romana fu occupata, nel corso della campagna militare del 252/253 dalle armate sasanidi di re Sapore I. Un secolo più tardi, durante la campagna sasanide di Giuliano del 363, proprio qui ad Anatha, l'imperatore romano, trovò la prima opposizione nel corso della sua disastrosa spedizione contro la Persia. E sempre nei suoi pressi fu rifiutato il passaggio alle armate di Ziyad e Shureih, che costituivano nel 657 l'avanguardia dell'esercito di ʿAlī ibn Abī Ṭālib e che dovevano unirsi al loro signore in Mesopotamia. Successivamente (nel 1058) Anatha fu il luogo d'esilio del califfo Qaim durante la dominazione di Basisiri.
Nel mese d'ottobre del 1616 Pietro Della Valle incontra ad Anah il viaggiatore scozzese George Strachan, in quel periodo medico al servizio dell'emir Feiàd. Della Valle, durante la sua permanenza di cinque giorni nelle città, apprende l'esistenza di un particolare culto differente dall'Islam: «Tra le altre cose curiose che intesi, una fu di certi infedeli nativi di quella città che vivono mescolati fra gli altri ma in secreto credono differentemente dai Maomettani, e sono di una setta stravagante, perché, secondo mi fu detto, non credono altro mondo, né altra vita, e forse né anco che si trovi Dio, poiché non fanno mai, né digiuni, né orazioni, né altre opere di culto divino, e senz'alcun riguardo di parentela, si congiungono insieme fin le madri coi figliuoli, e le sorelle coi fratelli senza scrupolo di peccato,
né in questa cosa, né in altra. Si crede che adorino, o che in
qualche modo riveriscano il sole; poiché la mattina, quando lo vedono spuntare, gli fanno certi inchini e saluti, con parole e con sogni di riverenza. Però tutte queste cose le fanno molto secretamente, perché se fossero scoperti e colti in fallo, sarebbero castigati severamente dai Maomettani, i quali detestano la loro setta, come empia, ed una volta che trovarono un libro che parlava di tal legge, per ordine dell'emir l'abbruciarono pubblicamente, ardendo insieme il libro ed un albero di palma, dove, come in forca, l'avevano attaccato».

## Archeologia del sito
In sostanza si può dire che la città di `Ana ha mantenuto il suo nome per quarantuno secoli. La maggior parte degli scrittori di epoca antica concorda nel collocare il sito su di un'isola: dall'epoca di Tukulti-Ninurta II, fino a Assurnasirpal II, Isidoro, Ammiano Marcellino, Abufeda (storico arabo del XIII-XIV secolo).
Leonhart Rauwolff, che visitò il sito nel 1574 lo definì: "... diviso in due città", una parte turca "immersa dal fiume, raggiungibile solo con le barche" l'altra, molto più grande, sul versante arabo del fiume. G.A.Olivier, all'inizio del XIX secolo la descrisse come una lunga strada, parallela alla riva destra del fiume Eufrate, a circa 100 metri di distanza dal letto del fiume e a 210-280 metri dalla barriera rocciosa del vicino deserto arabo; aggiunge che la città aveva nella parte più bassa un'isola, alla cui estremità nord vi erano rovine di un'antica fortezza.